# Sitting Army
Sitting Army is het debuutalbum van de Amerikaanse punkband Cobra Skulls. Het werd op 10 juli 2007 uitgegeven door Red Scare Industries. Het label bood de band een contract aan nadat die de ep Draw Muhammad had uitgeven in 2006.

## Nummers
1. "Cobra Skullifornia" - 3:05
2. "Faith Is A Cobra" - 3:02
3. "The Cobra and the Man-Whore" - 2:12
4. "Don't Count Your Cobras Before They Hatch" - 1:41
5. "Charming the Cobra" - 3:16
6. "Use Your Cobra Skulls" - 1:45
7. "I'll Always Be A Cobra Skull (Folk Off!)" - 1:48
8. "Anybody Scene My Cobra?" - 1:44
9. "Cobra Skulls Lockdown" - 2:27
10. "¡Hasta Los Cobra Skulls Siempre!" - 1:42
11. "Cobra Skulls Graveyard" - 1:44
12. "Cobra Skulls Jukebox" - 2:18
13. "Cobracoustic" - 2:48

## Band
- Chad Cleveland - drums
- Devin Peralta - basgitaar, zang
- Charlie Parker - gitaar